# Praça Shimon Peres

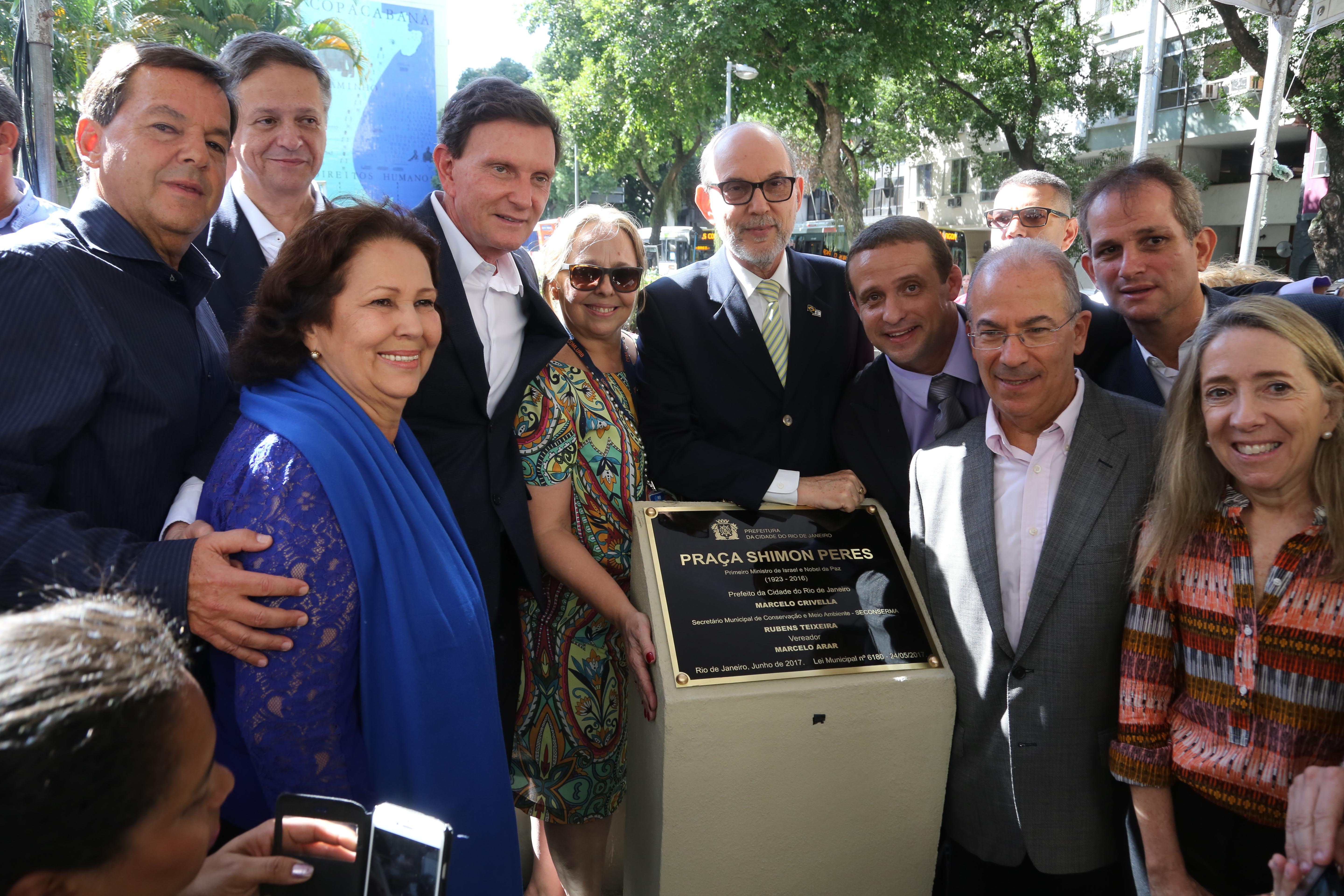
Cerimônia de nomeação do logradouro como Praça Shimon Peres, em 2017.

A Praça Shimon Peres é uma praça situada no bairro de Copacabana, na Zona Sul da cidade do Rio de Janeiro. Localiza-se no cruzamento da Rua Figueiredo de Magalhães com a Rua Tonelero. Um dos acessos à Estação Siqueira Campos / Copacabana do Metrô do Rio de Janeiro situa-se na praça.
A praça foi batizada como Praça Shimon Peres no dia 9 de junho de 2017. O autor do projeto que resultou na homenagem foi o vereador Marcelo Arar. O nome da praça é uma homenagem a Shimon Peres, ex-presidente de Israel e que foi um dos ganhadores do Prêmio Nobel da Paz de 1994 devido à sua luta pela paz no Oriente Médio. De acordo com o Consulado Geral de Israel no Rio de Janeiro, Copacabana é o bairro carioca que concentrava a maior comunidade judaica da cidade em 2017, com cerca de 3,5 mil famílias, uma das razões pelas quais foi feita a homenagem.
Frequentemente, a Praça Shimon Peres é local de manifestações relacionadas a Israel. Em maio de 2018, o monumento de inauguração da praça foi pichado por ocasião das comemorações dos 70 anos de fundação do Estado de Israel. Já em agosto de 2023, uma manifestação relacionada a questões políticas de Israel, denominada Ato em Solidariedade aos que Lutam pela Paz e Democracia em Israel, foi convocada por integrantes da comunidade judaica brasileira, tendo início na praça.
Em agosto de 2019, a Praça Shimon Peres recebeu uma estátua em tamanho natural Carlson Gracie, mestre de jiu-jítsu brasileiro que foi responsável pela popularização da arte marcial no Brasil e no mundo. A escultura, feita pelo artista plástico Edgar Duvivier, foi colocada no logradouro por ser o endereço da primeira academia de Gracie.